# Ротенбург (Виме)
Ротенбург (њем. Rotenburg) град је у њемачкој савезној држави Доња Саксонија. Једно је од 57 општинских средишта округа Ротенбург (Виме). Према процјени из 2010. у граду је живјело 21.951 становника. Посједује регионалну шифру (AGS) 3357039.

## Географски и демографски подаци
Ротенбург се налази у савезној држави Доња Саксонија у округу Ротенбург (Виме). Град се налази на надморској висини од 30 метара. Површина општине износи 99,0 km². У самом граду је, према процјени из 2010. године, живјело 21.951 становника. Просјечна густина становништва износи 222 становника/km².

## Међународна сарадња
| Мјесто            | Држава               | Врста сарадње | Од    |
| ----------------- | -------------------- | ------------- | ----- |
| Червјењск         | Пољска               | партнерство   | 1991. |
| Ротенбург         | Швајцарска           | партнерство   | 1985. |
| Алтер             | Белгија              | партнерство   | 1974. |
| Јодино            | Бјелорусија          | контакт       | 1991. |
| Сент Фоа ла Гранд | Француска            | партнерство   | 1967. |
| Фалмут            | Уједињено Краљевство | партнерство   | 1968. |
| Извор             |                      |               |       |